# Naranjo de Chonta
Naranjo de Chonta es un caserío peruano ubicado en el distrito de Montero, perteneciente a la provincia de Ayabaca del departamento de Piura, al norte del Perú. 

## Ubicación
Naranjo de Chonta se ubica al norte de la provincia de Ayabaca, en el distrito de Montero, en el departamento de Piura.

## Demografía
En 2017 Naranjo de Chonta tenía una población de 205 habitantes.
| Gráfica de evolución demográfica de Naranjo de Chonta entre 1993 y 2017 |
|                                                                         |
| Fuentes: Población 1993 y 2017                                          |